# دنت (مینه‌سوتا)
دنت، مینه‌سوتا (به انگلیسی: Dent, Minnesota) یک شهر در کشورایالات متحده آمریکا است که در مینه‌سوتا واقع شده‌است.

## خصوصیات
دنت ۰٫۹۸ کیلومترمربع مساحت و ۱۹۲ نفر جمعیت دارد و ۴۱۹ متر بالاتر از سطح دریا واقع شده‌است.